# Riobra
Riobra (rus: рёбра, lit. costelles), també conegut com a música a les costelles (rus: Музыка на рёбрах), música d'ossos o roentgenizdat, són enregistraments de gramòfon improvisats fets a partir radiografies. Principalment fetes durant les dècades de 1950 i 1960, es tractava d'un mètode de distribució de música que estava prohibida a la Unió Soviètica mitjançant el mercat negre. Entre els artistes prohibits hi havia músics emigrats, com Piotr Lésxenko i Alexander Vertinsky, i artistes occidentals, com Elvis, els Beatles, els Rolling Stones, els Beach Boys, Ella Fitzgerald i Chubby Checker.

## Producció
Les radiografies mèdiques, comprades o recollides del rebuig d'hospitals i clíniques, es van utilitzar per a crear els enregistraments. Les radiografies es tallaven en discos de 7 polzades, i el forat central es feia al disc amb el foc d'una cigarreta. Segons el crític musical i periodista de rock rus Artemy Troitsky, "les ranures es tallaven [a 78 rpm] amb l'ajuda de màquines especials (fabricades, diuen, a partir de vells fonògrafs per mans hàbils)"; considerant que la "qualitat era horrible, però el preu era baix, un ruble o un ruble i mig". Els discos es podien reproduir de cinc a deu vegades.

## Legalitat
L'enfocament clandestí de la circulació de música popular estrangera prohibida finalment va portar a l'aprovació d'una llei el 1958 que prohibia la producció a casa d'enregistraments d'"una tendència criminalment antisocial", en referència a l'stilyagi (de la paraula stil que significa estil en rus), una subcultura juvenil soviètica coneguda per abraçar els estils musicals i de moda occidentals.

## Legat
Mentre estava de gira amb The Real Tuesday Weld a Sant Petersburg, el músic anglés Stephen Coates es va trobar amb un disc de raigs X a una parada del mercat. Coates es va inspirar per a llançar The X-Ray Audio Project, una iniciativa per proporcionar un recurs d'informació sobre enregistraments clandistins amb imatges visuals, enregistraments d'àudio i entrevistes. El novembre de 2015, després de diversos anys d'investigació i d'entrevistes contra contrabandistes d'os, Strange Attractor va publicar el seu llibre X-Ray Audio: The Strange Story of Soviet Music on the Bone.
El juny de 2015, Coates va oferir una xerrada TED sobre el tema a TEDX Cracòvia. Ell i l'artista de so i investigador Aleksander Kolkowski van anar de gira, explicant la història dels contrabandistes de raigs X soviètics i realitzant nous registres de raigs X a partir d'actuacions musicals en directe com a demostració del procés. L'exposició itinerant que Coates va crear amb el fotògraf Paul Heartfield es va cobrir a The Guardian i al programa Today de BBC Radio 4. El setembre de 2016, la parella va llançar el llarg documental Roentgenizdat amb entrevistes amb contrabandistes originals de l'època soviètica i imatges d'arxiu.
El 2019, Coates va escriure i presentar Bone Music, un documental basat en entrevistes realitzades a Rússia per a una edició de la sèrie Between The Ears de BBC Radio 3. El programa va explicar la història de la cultura underground de la música prohibida a l'època de la Guerra Freda a la Unió Soviètica i va comptar amb la banda russa Mumiy Troll enregistrant una cançó de Vadim Kozin tallada directament a la radiografia.